# Exochus collaborator
Exochus collaborator är en stekelart som beskrevs av André Seyrig 1934. Exochus collaborator ingår i släktet Exochus och familjen brokparasitsteklar. Inga underarter finns listade i Catalogue of Life.